# Kathleen Freeman
Kathleen Freeman (17 de febrero de 1923 – 23 de agosto de 2001) fue una actriz de cine, teatro y televisión estadounidense. En una carrera de más de cincuenta años, interpretó a sirvientas, secretarias, maestras, enfermeras y vecinas, casi invariablemente con un efecto cómico. Participó en películas como Cantando bajo la lluvia (1952), The Blues Brothers (1980), The Golden Girls (1990), Hocus Pocus (1993), Naked Gun 33⅓: The Final Insult (1994) y Nutty Professor II: The Klumps (2000) y en varias películas de animación aportando su voz.
Debilitada por su enfermedad, Freeman se vio obligada a dejar el reparto de la producción teatral The Full Monty. Cinco días después murió de cáncer de pulmón a los 78 años en el Hospital Lenox Hill. Fue cremada y sus cenizas fueron conservadas en el Cementerio Hollywood Forever. Nunca se casó ni tuvo hijos.

## Filmografía

### Películas
| Año  | Título                                 | Personaje                                                | Notas                                         |
| ---- | -------------------------------------- | -------------------------------------------------------- | --------------------------------------------- |
| 1948 | The Naked City                         | Chica robusta en tren elevado                            | No acreditada                                 |
| 1948 | Casbah                                 | Mujer americana                                          | No acreditada                                 |
| 1948 | The Saxon Charm                        | Enfermera                                                | No acreditada                                 |
| 1948 | Behind Locked Doors                    | Enfermera                                                | No acreditada                                 |
| 1949 | Mr. Belvedere Goes to College          | Gwendolyn                                                | No acreditada                                 |
| 1949 | Annie Was a Wonder                     | Annie Swenson                                            | Corto                                         |
| 1949 | The Story of Molly X                   | Seamstress Con                                           | No acreditada                                 |
| 1950 | No Man of Her Own                      | Clara Larrimore                                          | No acreditada                                 |
| 1950 | The Secret Fury                        | Jury Member                                              | No acreditada                                 |
| 1950 | House by the River                     | Effie Ferguson - Invitada a la fiesta                    |                                               |
| 1950 | The Reformer and the Redhead           | Lily Rayton Parker                                       |                                               |
| 1950 | Once a Thief                           | Phoebe                                                   |                                               |
| 1950 | Lonely Heart Bandits                   | Bertha Martin                                            |                                               |
| 1950 | A Life of Her Own                      | Operadora de panel de interruptores, Betsy Ross Hotel    | No acreditada                                 |
| 1950 | The Second Face                        | Shirley                                                  | No acreditada                                 |
| 1951 | The Company She Keeps                  | Jessie - Parolee with Child                              | No acreditada                                 |
| 1951 | Cry Danger                             | Second Cigarette Clerk (uncredited)                      | No acreditada                                 |
| 1951 | Cause for Alarm!                       | Mujer                                                    | No acreditada                                 |
| 1951 | A Place in the Sun                     | Factory Worker - Testigo de juicio                       | No acreditada                                 |
| 1951 | Appointment with Danger                | Monja                                                    | No acreditada                                 |
| 1951 | Strictly Dishonorable                  | Silent Movie Organist                                    | No acreditada                                 |
| 1951 | Behave Yourself!                       | Esposa del propietario de la tienda de mascotas          | No acreditada                                 |
| 1951 | Come Fill the Cup                      | Lil - operadora del panel de interruptores del periódico | No acreditada                                 |
| 1951 | Let's Make It Legal                    | Reportera                                                | No acreditada                                 |
| 1951 | The Wild Blue Yonder                   | Enfermera Baxter                                         | No acreditada                                 |
| 1952 | The Greatest Show on Earth             | Espectador                                               | No acreditada                                 |
| 1952 | Love Is Better Than Ever               | Sra. Kahrney                                             |                                               |
| 1952 | Singin' in the Rain                    | Phoebe Dinsmore                                          | No acreditada                                 |
| 1952 | Talk About a Stranger                  | Rosa, Grocery Clerk                                      | Uncredited                                    |
| 1952 | Kid Monk Baroni                        | Maria Baroni                                             |                                               |
| 1952 | Skirts Ahoy!                           | Costurera sarcástica                                     | No acreditada                                 |
| 1952 | Wait 'til the Sun Shines, Nellie       | The Burdges' Maid                                        | No acreditada                                 |
| 1952 | O. Henry's Full House                  | Sra. Dorset                                              | No acreditada                                 |
|      |                                        |                                                          | Segmento: "The Ransom of Red Chief"           |
| 1952 | Monkey Business                        | Sra. Brannigan, Vecina                                   | No acreditada                                 |
| 1952 | The Prisoner of Zenda                  | Gertrud Holf                                             | No acreditada                                 |
| 1952 | The Bad and the Beautiful              | Señorita Marzo                                           | No acreditada                                 |
| 1953 | The Magnetic Monster                   | Nelly                                                    |                                               |
| 1953 | She's Back on Broadway                 | Annie                                                    | No acreditada                                 |
| 1953 | Confidentially Connie                  | Madre de gemelos                                         | No acreditada                                 |
| 1953 | The Glass Wall                         | Zelda - Mujer gorda                                      |                                               |
| 1953 | A Perilous Journey                     | Leah                                                     |                                               |
| 1953 | Dream Wife                             | Chambermaid                                              | No acreditada                                 |
| 1953 | The Affairs of Dobie Gillis            | 'Happy Stella' Kowalski                                  |                                               |
| 1953 | Half a Hero                            | Welcomer                                                 |                                               |
| 1953 | The Glass Web                          | Sra. O'Halloran                                          | No acreditada                                 |
| 1954 | Battle of Rogue River                  | Sis Pringle                                              | No acreditada                                 |
| 1954 | The Far Country                        | Grits                                                    |                                               |
| 1954 | Athena                                 | Señorita Seely                                           |                                               |
| 1954 | 3 Ring Circus                          | Custard-Pie Gag Victim                                   | No acreditada                                 |
| 1955 | The Seven Year Itch                    | Woman at Vegetarian Restaurant                           | No acreditada                                 |
| 1955 | Artists and Models                     | Sra. Muldoon                                             | No acreditada                                 |
| 1957 | The Midnight Story                     | Rosa Cuneo                                               |                                               |
| 1957 | Pawnee                                 | Sra. Carter                                              |                                               |
| 1957 | Kiss Them for Me                       | Enfermera Wilinski                                       | No acreditada                                 |
| 1958 | The Missouri Traveller                 | Serena Poole                                             |                                               |
| 1958 | Too Much, Too Soon                     | Señorita Magruder                                        | No acreditada                                 |
| 1958 | The Fly                                | Emma                                                     |                                               |
| 1958 | Houseboat                              | Laundromat Gossip                                        | No acreditada                                 |
| 1958 | The Buccaneer                          | Tina                                                     |                                               |
| 1960 | North to Alaska                        | Lena Nordquist                                           |                                               |
| 1961 | Madison Avenue                         | Señorita Thelma Haley                                    |                                               |
| 1961 | The Ladies Man                         | Katie                                                    |                                               |
| 1961 | The Errand Boy                         | Sra. Helen Paramutual / Sra. T.P.                        |                                               |
| 1962 | Wild Harvest                           | Goldie                                                   |                                               |
| 1963 | The Nutty Professor                    | Millie Lemmon                                            |                                               |
| 1963 | Who's Minding the Store?               | Sra. Glucksman                                           |                                               |
| 1964 | Mail Order Bride                       | Hermana Sue                                              |                                               |
| 1964 | The Patsy                              | Katie                                                    | No acreditada                                 |
| 1964 | The Disorderly Orderly                 | Enfermera Maggie Higgins                                 |                                               |
| 1965 | The Rounders                           | Agatha Moore                                             |                                               |
| 1965 | That Funny Feeling                     | Mujer en la cabina telefónica                            |                                               |
| 1965 | Marriage on the Rocks                  | Señorita Blight                                          |                                               |
| 1966 | Three on a Couch                       | Murphy                                                   |                                               |
| 1967 | The Big Mouth                          | Little Old Lady                                          | No acreditada                                 |
| 1967 | Point Blank                            | Primer ciudadana                                         |                                               |
| 1968 | The Helicopter Spies                   | Mami                                                     |                                               |
| 1969 | Support Your Local Sheriff!            | Sra. Danvers                                             |                                               |
| 1969 | Hook, Line & Sinker                    | Sra. Hardtack - Niñera                                   |                                               |
| 1969 | Death of a Gunfighter                  | Mary Elizabeth                                           |                                               |
| 1969 | The Good Guys and the Bad Guys         | Sra. Stone - Madre                                       |                                               |
| 1970 | The Ballad of Cable Hogue              | Sra. Jensen                                              |                                               |
| 1970 | Myra Breckinridge                      | Bobby Dean Loner                                         |                                               |
| 1970 | Which Way to the Front?                | Madre de Bland                                           |                                               |
| 1971 | Support Your Local Gunfighter!         | Sra. Perkins                                             |                                               |
| 1971 | Head On                                | Nadine                                                   |                                               |
| 1972 | Stand Up and Be Counted                | Sarah                                                    |                                               |
| 1972 | Where Does It Hurt?                    | Sra. Mazzini                                             |                                               |
| 1972 | The Unholy Rollers                     | Madre de Karen                                           |                                               |
| 1973 | Your Three Minutes Are Up              | Sra. Wilk                                                |                                               |
| 1974 | So Evil, My Sister                     | Hilda                                                    |                                               |
| 1975 | The Strongest Man in the World         | Oficial Hurley                                           |                                               |
| 1978 | The Norseman                           | Vieja mujer india                                        |                                               |
| 1980 | The Blues Brothers                     | Hermana Mary Stigmata, a.k.a. The Penguin                |                                               |
| 1981 | Heartbeeps                             | Piloto de helicóptero                                    |                                               |
| 1986 | The Best of Times                      | Rosie                                                    |                                               |
| 1986 | Inside Out                             | Madre                                                    | Voz                                           |
| 1986 | The Malibu Bikini Shop                 | Loraine Bender                                           |                                               |
| 1987 | In the Mood                            | Beulah Marver                                            |                                               |
| 1987 | Dragnet                                | Enid Borden                                              |                                               |
| 1987 | Innerspace                             | Dream Lady                                               |                                               |
| 1987 | Teen Wolf Too                          | Dama de admisiones                                       |                                               |
| 1988 | The Wrong Guys                         | Mami de Grunskis                                         |                                               |
| 1989 | Chances Are                            | Sra. Handy                                               |                                               |
| 1989 | Little Nemo: Adventures in Slumberland | Maestra de danza                                         | Voz                                           |
| 1989 | The Princess and the Dwarf             |                                                          |                                               |
| 1989 | Hollywood Chaos                        |                                                          |                                               |
| 1990 | Gremlins 2: The New Batch              | Microwave Marge                                          |                                               |
| 1990 | The Willies                            | Señorita Titmarsh                                        |                                               |
| 1991 | Joey Takes a Cab                       | Lola                                                     |                                               |
| 1991 | Dutch                                  | Gritzi                                                   |                                               |
| 1992 | FernGully: The Last Rainforest         | Elder #1                                                 | Voz                                           |
| 1993 | Reckless Kelly                         | Sra. Delance                                             |                                               |
| 1993 | Hocus Pocus                            | Señorita Olin                                            |                                               |
| 1994 | Naked Gun 33⅓: The Final Insult        | Muriel                                                   |                                               |
| 1996 | Two Guys Talkin' About Girls           | Abuela de Rhonda                                         |                                               |
| 1996 | Candysack                              | Elderly Marilyn Monroe Impersonator                      | Voz. Directo-a-vídeo                          |
| 1996 | Carpool                                | Mami de Franklin                                         | Voz                                           |
| 1997 | Hercules                               | Heavyset Woman                                           | Voz                                           |
| 1998 | Blues Brothers 2000                    | Madre Mary Stigmata                                      |                                               |
| 1998 | Richie Rich's Christmas Wish           | Señorita Peabody                                         | Directo-a-vídeo                               |
| 1998 | I'll Be Home for Christmas             | Tom Tom Girl Gloria                                      |                                               |
| 1999 | Baby Geniuses                          | Vecina escandalosa de Lenny                              | No acreditada                                 |
| 1999 | Seven Girlfriends                      | Sra. Hargrove                                            |                                               |
| 2000 | Ready to Rumble                        | Jane King                                                |                                               |
| 2000 | Nutty Professor II: The Klumps         | Vecina escandalosa de Denise                             | No acreditada                                 |
| 2001 | Joe Dirt                               | Madre adoptiva de Joe Dirt                               | No acreditada                                 |
| 2001 | Shrek                                  | Anciana                                                  | Voz. Último papel de actuación antes de morir |

### Televisión
| Año       | Título                                 | Personaje                                               | Notas                                                                                |
| --------- | -------------------------------------- | ------------------------------------------------------- | ------------------------------------------------------------------------------------ |
| 1950-1954 | Fireside Theatre                       | Sra. Chernowitz                                         | 8 episodios                                                                          |
| 1952      | Dragnet                                |                                                         | Episodio: "The Big Death"                                                            |
| 1952      | Big Town                               |                                                         | Episodio: "Marry My Past"                                                            |
| 1952      | I Married Joan                         | Cliente en tienda de ropa                               | Episodio: "Birthday"                                                                 |
| 1952      | Our Miss Brooks                        | Señorita Atterberry                                     | Episodio: "The Embezzled Dress"                                                      |
| 1952      | Schlitz Playhouse                      | Ripplehissian Gang                                      | Episodio: "The Pussyfootin' Rocks"                                                   |
| 1953      | Cavalcade of America                   |                                                         | Episodio: "The Indomitable Blacksmith"                                               |
| 1953      | I Married Joan                         | Betty                                                   | Episodios: "Uncle Edgar" y "Moosehead"                                               |
| 1953-1954 | Topper                                 | Katie                                                   | 19 episodios                                                                         |
| 1953      | The Loretta Young Show                 | Freida Foss                                             | Episodio: "Girl on a Flagpole"                                                       |
| 1954      | Mr. & Mrs. North                       | Mary Farrell                                            | Episodio: "The Girl in Cell 13"                                                      |
| 1954-1956 | The Loretta Young Show                 | Jessie                                                  | 3 episodios                                                                          |
| 1954-1955 | Mayor of the Town                      | Marilyn "Marilly", la ama de casa                       | 39 episodios                                                                         |
| 1955      | Lux Video Theatre                      | Connie                                                  | Episodio: "Not All Your Tears"                                                       |
| 1955      | The George Burns and Gracie Allen Show | Helga                                                   | Episodio: "Harry Morton's Cocktail Party"                                            |
| 1955-1956 | Matinee Theatre                        | Encargada de la tienda del pueblo                       | 3 episodios                                                                          |
| 1955-1958 | The Bob Cummings Show                  | Bertha Krause                                           | 6 episodios                                                                          |
| 1956      | Father Knows Best                      | Mujer quisquillosa                                      | No acreditada                                                                        |
|           |                                        |                                                         | Episodio: "The Bus to Nowhere"                                                       |
| 1956      | It's Always Jan                        | Sra. Johnson                                            | Episodios: "Love Rings Bells" y "Stock Deal"                                         |
| 1956      | Warner Bros. Presents                  |                                                         | Episodio: "Strange World"                                                            |
| 1956      | The Loretta Young Show                 | Prima Phemie                                            | Episodio: "His Inheritance"                                                          |
| 1958      | December Bride                         | Marie                                                   | Episodio: "The Fred MacMurray Show"                                                  |
| 1958      | Tombstone Territory                    | Hannah Woolsey                                          | Episodio: "The Outcasts"                                                             |
| 1958      | Lassie                                 | Sra. Graff                                              | Episodio: "The Raffle"                                                               |
| 1959      | Wagon Train                            | Sairy Hogg                                              | Episodio: "The Kitty Angel Story"                                                    |
| 1959-1962 | General Electric Theatre               | Girdle Woman                                            | Episodios: "Night Club" y "The Free Wheelers"                                        |
| 1959-1963 | 77 Sunset Strip                        | Hannah Wells / Sra. Ryan / Secretaria WAF / Sra. Holmes | 4 episodios                                                                          |
| 1959-1964 | The Donna Reed Show                    | Sra. Celia Wilgus                                       | 4 episodios                                                                          |
| 1959      | Lux Playhouse                          | Emma                                                    | Episodio: "The Miss and Missiles"                                                    |
| 1960      | Hawaiian Eye                           | Opal Jensen                                             | Episodio: "Then There Were Three"                                                    |
| 1960      | Bourbon Street Beat                    | Elsie                                                   | Episodio: "Wagon Show"                                                               |
| 1960-1961 | Bachelor Father                        | Hilda                                                   | Episodios: "Hilda the Jewel" y "Hilda Rides Again"                                   |
| 1960      | The Many Loves of Dobie Gillis         | Sra. Metzger                                            | Episodio: "Rock-A-Bye Dobie"                                                         |
| 1960      | The Case of the Dangerous Robin        |                                                         | Episodio: "The Nightmare"                                                            |
| 1961      | Guestward Ho!                          | Sra. Laughing Water                                     | Episodio: "The Hootons Versus Hawkeye"                                               |
| 1962-1971 | The Beverly Hillbillies                | Mabel Johnson / Agnes / Flo Shaffer                     | 6 episodios                                                                          |
| 1962      | Margie                                 | Sra. Botts                                              | Episodio: "Flaming Youth"                                                            |
| 1962      | The Detectives                         | Betty                                                   | Episodio: "Pandora's Box"                                                            |
| 1962      | Rawhide                                | Sra. Beamish                                            | Episodio: "The Greedy Town"                                                          |
| 1962      | Laramie                                | Edna Holtzhoff                                          | Episodio: "Justice in a Hurry"                                                       |
| 1962      | The Dick Powell Theatre                |                                                         | Episodio: "Pericles on 31st Street"                                                  |
| 1962      | 87th Precinct                          | Señorita Wilson                                         | Episodio: "Girl in the Case"                                                         |
| 1963      | Arrest and Trial                       | Sra. Hinch                                              | Episodio: "The Quality of Justice"                                                   |
| 1964-1965 | The Dick Van Dyke Show                 | Sra. Campbell / mucama de hotel                         | Episodios: "Honeymoons Are For The Lucky" y "Never Bathe On Saturday"                |
| 1965      | Alfred Hitchcock Hour                  | Angela Morrow / Esposa                                  | Episodio: "World’s Oldest Motive"                                                    |
| 1966-1971 | Hogan's Heroes                         | Gertrude Linkmeyer                                      | 4 episodios                                                                          |
| 1967-1970 | Bonanza                                | Señorita Hibbs / Ma Brinker                             | Episodios: "Maestro Hoss" y "Long Way to Ogden"                                      |
| 1968-1969 | Gomer Pyle, U.S.M.C.                   | Alice Whipple / Mami                                    | Episodios: "Hit and Write" y "I'm Always Chasing Gomers"                             |
| 1969      | The Bill Cosby Show                    | Eloise Parker                                           | Episodio: "A Word from Our Sponsor"                                                  |
| 1973      | The Mod Squad                          | Martha                                                  | Episodio: "Cry Uncle"                                                                |
| 1973-1974 | Lotsa Luck                             | Iris Belmont                                            | 22 episodios                                                                         |
| 1975      | The Daughters of Joshua Cabe Return    | Essie                                                   | Película de televisión                                                               |
| 1975      | Kolchak: The Night Stalker             | Bella Sarkof                                            | Episodio: "The Youth Killer"                                                         |
| 1976      | Father O Father                        | Ama de casa                                             | Película de televisión                                                               |
| 1977      | Kojak                                  | Ma Wonderly                                             | Episodio: "Case Without a File"                                                      |
| 1977      | ABC Weekend Special                    | Sra. Stetson                                            | Episodio: "Soup and Me"                                                              |
| 1978      | Police Woman                           | Dueña                                                   | Episodio: "Sons"                                                                     |
| 1980      | CHiPs                                  | Dama indignada                                          | Episodio: "To Your Health"                                                           |
| 1983      | Sutter's Bay                           |                                                         | Película de televisión                                                               |
| 1985      | AfterMASH                              | Sra. Poulos                                             | Episodio: "Saturday's Heroes"                                                        |
| 1985      | Snorks                                 | Voces adicionales                                       | Voz. Episodio: "Snorkitis Is Nothing to Sneeze At/The Whole Toot and Nothing But..." |
| 1985      | Simon & Simon                          | Cliente de Felix                                        | Episodio: "Facets"                                                                   |
| 1986      | My Sister Sam                          | Sra. Pink                                               | Episodio: "Patti's Party"                                                            |
| 1987      | Hunter                                 | Ann Ridley                                              | Episodio: "Requiem for Sergeant McCall"                                              |
| 1987      | Mama's Family                          | Big Joan McCall                                         | Episodio: "Mama with the Golden Arm"                                                 |
| 1987      | She's the Sheriff                      | Bessie                                                  | Episodio: "Hildy Gets Shot"                                                          |
| 1988      | Bring Me the Head of Dobie Gillis      | Marie                                                   | Película de televisión                                                               |
| 1988-1990 | Growing Pains                          | Madge, Marge, Estelle, Sophie                           | 5 episodios                                                                          |
| 1988-1990 | The Hogan Family                       | Madre Poole                                             | Episodios: "Mother Poole's Visit" y "Used Car"                                       |
| 1988      | The Facts of Life                      | Noreen Grisbee                                          | Episodios: "The Beginning of the End" y "The Beginning of the Beginning"             |
| 1988      | The Canterbury Ghost                   | Sra. Umney                                              | Voz. Película de televisión                                                          |
| 1988      | Glitz                                  | Sra. Magyk                                              | Película de televisión                                                               |
| 1988      | Simon & Simon                          | Stella Brunansky                                        | Episodio: "The Merry Adventures of Robert Hood"                                      |
| 1988      | Murphy Brown                           | Sra. Caldwell                                           | Episodio: "Respect"                                                                  |
| 1988      | ALF                                    | Betty Susla                                             | Episodio: "Alone Again, Naturally"                                                   |
| 1989      | L.A. Law                               | Joan Ackerman                                           | Episodio: "Izzy Ackerman or Is He Not"                                               |
| 1989-1990 | DuckTales                              | Sra. Crackshell, Enfermera Hatchet                      | Voz. 10 episodios                                                                    |
| 1989      | TV 101                                 | Dueña                                                   | Episodios: "First Love: Parte 3"                                                     |
| 1989      | The Magical World of Disney            | Sra. Crackshell                                         | Voz. Episodio: "Super DuckTales"                                                     |
| 1989-1990 | Head of the Class                      | Enfermera                                               | Episodios: "Arvid Nose Best" y "The Joker Is Wild"                                   |
| 1989      | Generations                            | Sra. Brezinski                                          | 7 episodios                                                                          |
| 1989      | Mr. Belvedere                          | Mujer                                                   | Episodio: "Fear of Flying"                                                           |
| 1989      | Christine Cromwell                     | Kathryn                                                 | Episodio: "Things That Go Bump in the Night"                                         |
| 1990      | Chip 'n Dale: Rescue Rangers           | Ma                                                      | Voz. Episodio: "Short Order Crooks"                                                  |
| 1990      | A Family for Joe                       | Sra. Lee                                                | Episodio: "Law and Order"                                                            |
| 1990      | Sydney                                 | Louisa                                                  | Episodio: "36-24-36"                                                                 |
| 1990      | The Golden Girls                       | Madre Superior                                          | Episodio: "How Do You Solve a Problem Like Sophia?"                                  |
| 1991      | The Munsters Today                     | Abuela                                                  | Episodio: "A House Divided"                                                          |
| 1991      | Sons and Daughters                     | Debbie                                                  | Episodio: "Deep Throat"                                                              |
| 1991      | Out of This World                      | Señorita Ogilvy                                         | Episodio: "Educating Kyle"                                                           |
| 1991      | Tales from the Crypt                   | Sra. Parker                                             | Episodio: "Loved to Death"                                                           |
| 1991      | Beverly Hills, 90210                   | Pawn Shop Clerk                                         | Episodio: "Anaconda"                                                                 |
| 1991      | Matlock                                | Lucy Lewis                                              | Episodios: "The Witness Killings" y "The Witness Killings: Parte 2"                  |
| 1991      | MacGyver                               | Rose Magruta                                            | Episodio: "Off the Wall"                                                             |
| 1992      | Major Dad                              | Edna                                                    | Episodio: "Close Encounters"                                                         |
| 1992      | Martin                                 | Saleslady                                               | Episodio: "The Gift Rapper"                                                          |
| 1992      | Doogie Howser, M.D.                    | Sra. Mickling                                           | Episodio: "The Patient in Spite of Himself"                                          |
| 1993      | Chairman's Choice                      |                                                         | Película de televisión                                                               |
| 1993-1994 | Phenom                                 | Maureen De La Rosa                                      | Episodios: "A Very Doolen Christmas" y "It's a Wonderful Mid-Life Crisis"            |
| 1993      | Nurses                                 | Hermana Mary Alma                                       | Episodio: "Smokin' in the Boys' Room"                                                |
| 1994      | Herman's Head                          | Sra. Debusher                                           | Episodio: "Bedtime for Hermo"                                                        |
| 1994      | Party of Five                          | Mona                                                    | Episodio: "Kiss Me Kate"                                                             |
| 1995      | The Mommies                            | Rona                                                    | Episodio: "Enter Ken"                                                                |
| 1995      | Renegade                               | Madre de Felipe                                         | Episodio: "Most Wanted"                                                              |
| 1995-1996 | Gargoyles                              | Voces adicionales                                       | Voz. 10 episodios                                                                    |
| 1995      | Bless This Mess                        | Madre de Jimmy                                          | Voz. Episodio: "The Postman Always Moves Twice"                                      |
| 1995      | Married... with Children               | Mami de Peg                                             | Voz. 5 episodios                                                                     |
| 1996      | Dave's World                           | Camarera                                                | Episodio: "Loves Me Like a Rock"                                                     |
| 1996      | Melrose Place                          | Madge                                                   | Episodio: "The Circle of Strife"                                                     |
| 1996      | The Real Adventures of Jonny Quest     | Sra. Evans                                              | Voz. Episodio: "Return of the Anasazi"                                               |
| 1996      | Common Law                             | Dama danesa                                             | Episodio: "In the Matter of: Luis in Love"                                           |
| 1996-1997 | Duckman: Private Dick/Family Man       | Enfermera                                               | Voz. Episodios: "They Craved Duckman's Brain!" y "Bev Takes a Holiday"               |
| 1996      | Roseanne                               | Seaweed Attendant / Edna                                | Episodios: "Pampered to a Pulp" y "Satan, Darling"                                   |
| 1996      | ER                                     | Paciente de Rhonda                                      | Episodio: "No Brain, No Gain"                                                        |
| 1997      | Coach                                  | Magda                                                   | Episodio: "The Stench of Death"                                                      |
| 1998      | Cow and Chicken                        | Greta                                                   | Voz. Episodio: "Sumo Cow/Comet!"                                                     |
| 1998      | Night Man                              | Fern                                                    | Episodio: "Bad to the Bone"                                                          |
| 1998      | Home Improvement                       | Gwen                                                    | Episodio: "The Son Also Mooches"                                                     |
| 1998      | Love Boat: The Next Wave               | Maw-Maw Cranston                                        | Episodio: "How Long Has This Been Going On?"                                         |
| 1998      | Clueless                               | Pearl                                                   | Episodio: "Cashless"                                                                 |
| 1999      | Caroline in the City                   | Abuela Duffy                                            | Episodios: "Caroline and the Ancestral Home" y "Caroline and the Sudsy Guy"          |
| 1999      | Rugrats                                | Margaret                                                | Voz. Episodio: "Wrestling Grandpa/Chuckie Collects"                                  |
| 1999      | Arli$$                                 | Helen Krupp                                             | Episodio: "The Changing of the Guard"                                                |
| 1999-2000 | Detention                              | Eugenia P. Kisskillya                                   | Voz. 13 episodios                                                                    |
| 1999      | Providence                             | Señorita Van Gundy                                      | Episodio: "The Third Thing"                                                          |
| 1999      | Grown Ups                              | Mona                                                    | Episodio: "Online Romance"                                                           |
| 2000      | Becker                                 | Edith / Evelyn                                          | Episodio: "The Hypocratic Oath"                                                      |
| 2000      | Honey, I Shrunk the Kids: The TV Show  | Cocinero del centro comunitario                         | Episodio: "Honey, I'm the Wrong Arm of the Law"                                      |
| 2000-2003 | As Told by Ginger                      | Sra. Gordon                                             | Voz. 13 episodios                                                                    |
| 2000      | Batman Beyond                          | Ma Mayhem                                               | Voz. Episodio: "The Eggbaby"                                                         |

### Videojuegos
| Año  | Título                     | Personaje   | Notas |
| ---- | -------------------------- | ----------- | ----- |
| 1997 | The Curse of Monkey Island | Madame Xima | Voz   |